# レッドベリル

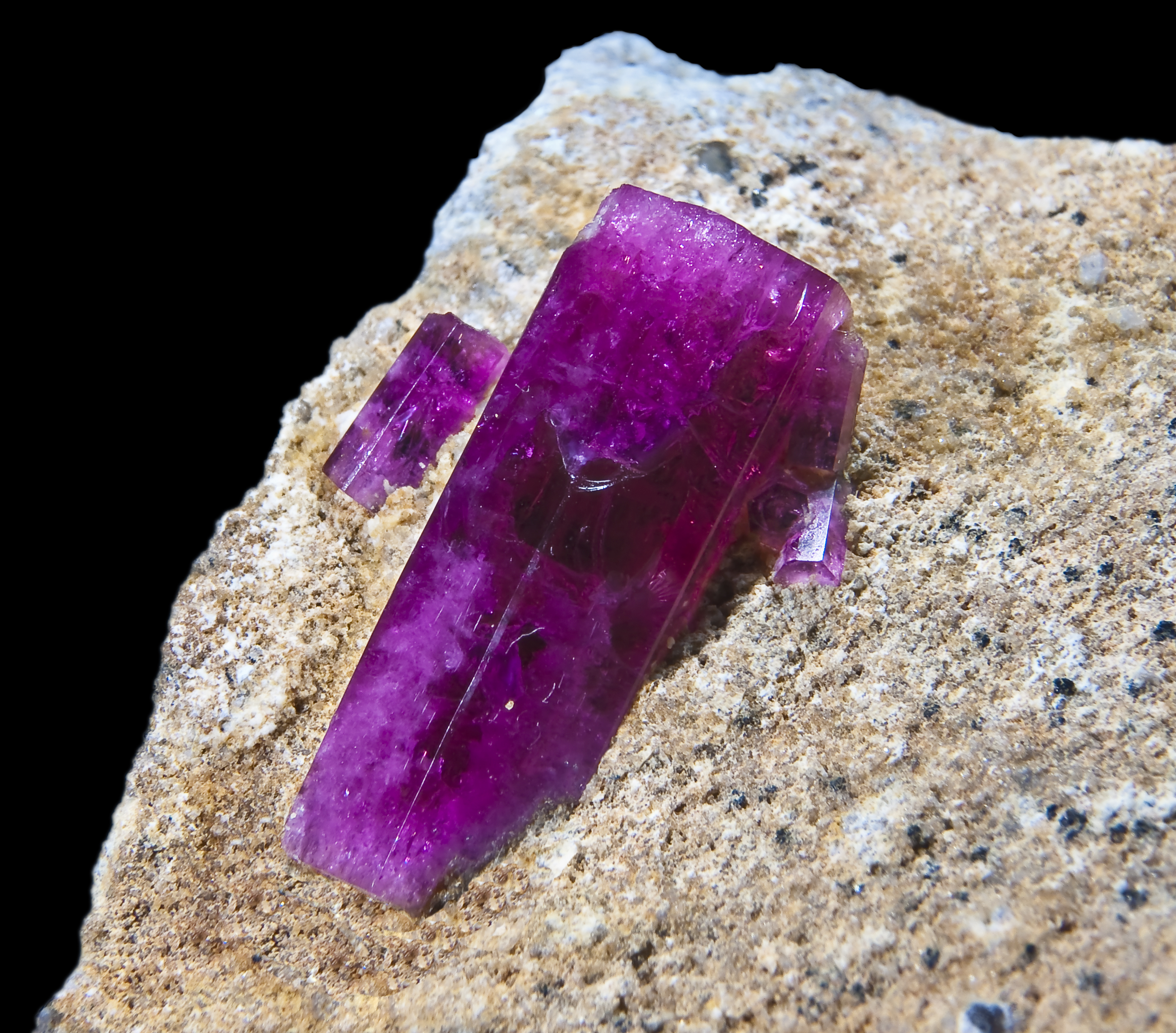
アメリカ合衆国ユタ州ビーバー郡ワーワー山脈産のレッドベリル（結晶の大きさは1.7cm）。

レッドベリル (red beryl) とは、赤色を呈する稀産の緑柱石（ベリル）である。別名、ビクスバイト (bixbite) 。エメラルドと同じ緑柱石であることから、「赤いエメラルド」と呼ばれることもある。

## 産出地
産出が非常に稀であり、アメリカ合衆国での産出地は次の通りである。
- ワーワー山脈 - ユタ州ビーバー郡
- パラマウント・キャニオン - ニューメキシコ州シエラ郡
- ラウンド山 - ニューメキシコ州シエラ郡
- トーマス・レンジ - ユタ州ジャブ郡

## 性質・特徴
組成式はBe3(Al,Mn)2Si6O18。赤橙色・赤紫色 - 赤色を呈する。呈色はマンガンに由来する。

## 用途・加工法
1カラットを越える大きさの石がほとんど取れず、採算が合わないため、この石が取れていたアメリカの鉱山は全て閉山した。現在は、かつて産した石が取引できるのみで、それも原石のままでカットなどはなされず、ほぼコレクターズアイテムとなっている。
ロシアでは人工合成に成功しており、それらが市場に出回ることがあるため、大きくかつ無傷の質の良いカットされた石は合成石である可能性が高い。

## 名称の由来
アルフレッド・エプラー (Alfred Eppler) が鉱物学者のメイナード・ビクスビー（1853年 - 1935年）に敬意を表しビクスバイトと名付けたが、ビクスビ鉱 (bixbyite) という種類の異なる鉱物との混同を避けるために再びレッドベリルと命名し直した。